# 切尔诺韦 (敖德萨州)
47°30′3″N 30°27′48″E / 47.50083°N 30.46333°E

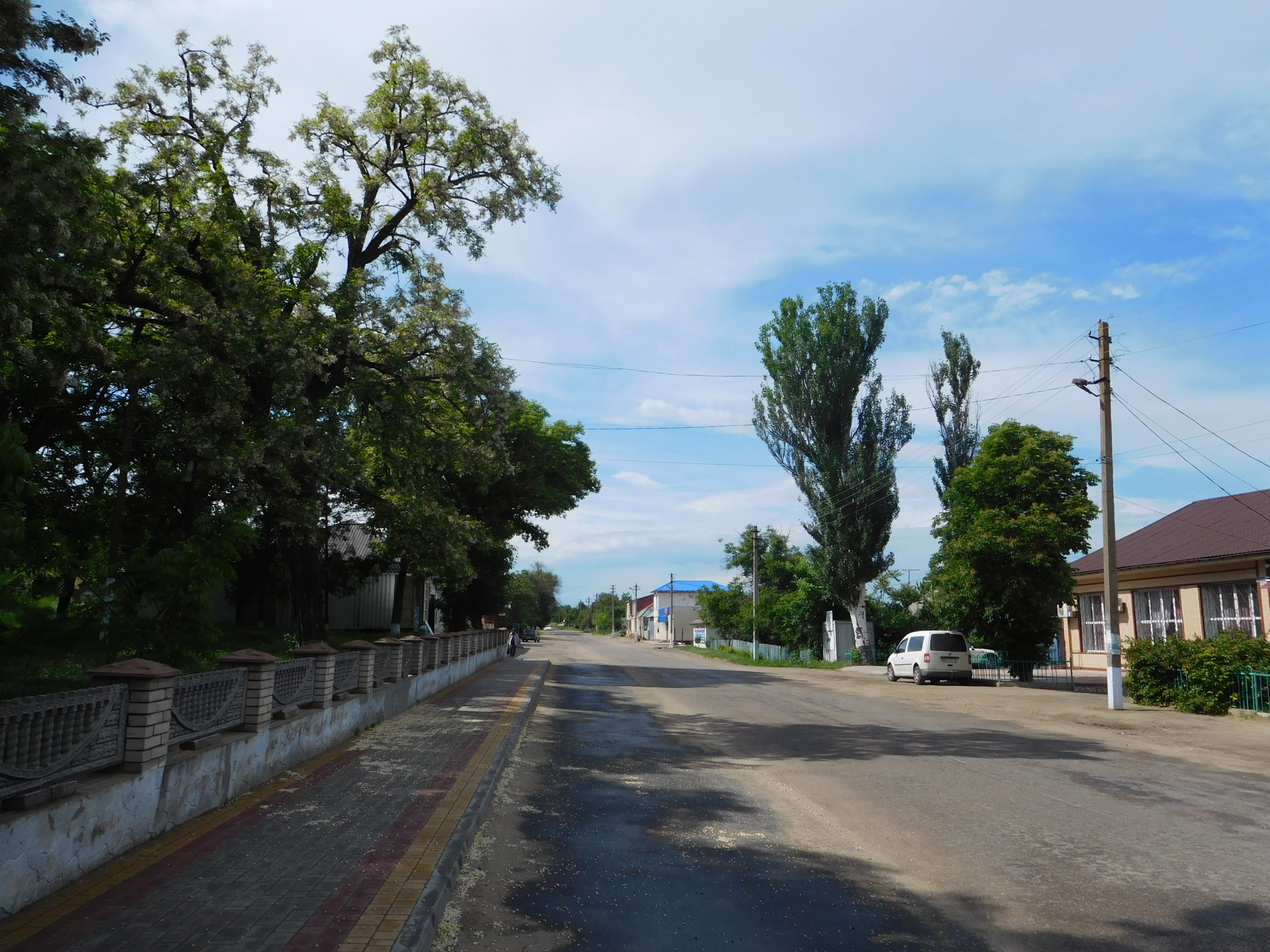
村里的道路

切尔诺韦（烏克蘭語：Чернове），2024年9月前名为安德里耶沃-伊萬尼夫卡（烏克蘭語：Андрієво-Іванівка），是位於烏克蘭西南部的村莊，由敖德萨州贝雷济夫卡区的安德里耶沃-伊萬尼夫卡市鎮負責管轄，並為該市鎮的行政中心。該村始建於1927年，面積1.81平方公里，海拔高度45米，2021年人口1,430，人口密度每平方公里934.81人。
2024年9月19日，乌克兰最高拉达将此村的名字改为切尔诺韦。